# Yìjiāng Qū
Yìjiāng Qū o distrito de Yìjiāng es una localidad de la ciudad-prefectura de Wuhu en la provincia de Anhui, República Popular China, con una población censada en noviembre de 2010 de 309 514 habitantes.
Se encuentra situada en el centro-sur de la provincia, cerca del río Yangtsé y de la frontera con la provincia de Jiangsu.